# Benji & Fede
Benji & Fede è un duo musicale italiano formato a Modena su iniziativa di Benjamin Mascolo (Modena, 20 giugno 1993) e Federico Rossi (Modena, 22 febbraio 1994).

## Storia

### 2010-2016: Primi anni e20:05
I due musicisti si sono conosciuti via internet il 10 dicembre 2010 e in seguito hanno deciso di formare il duo Benji & Fede. Con questo nome hanno iniziato a pubblicare cover su YouTube. Nonostante fossero entrambi originari di Modena, restavano in contatto soprattutto via internet in quanto Benjamin, di origini australiane da parte di madre, si era trasferito per due anni per motivi di studio a Hobart, in Australia. Nel 2014 il duo si è presentato alle selezioni delle Nuove Proposte del Festival di Sanremo 2015, senza superarle. Attraverso la rete sociale sono entrati in contatto più stretto con i loro fan e una radio li ha contattati per organizzare un tour nelle piazze; proprio durante una di queste esibizioni sono stati notati da un talent scout della Warner Music Italy ed hanno ottenuto il loro primo contratto discografico.
Nell'estate 2015 la popolarità del duo è cresciuta grazie al singolo Tutta d'un fiato e all'esibizione al Summer Festival. Il 9 ottobre dello stesso anno è stato pubblicato il loro album di debutto 20:05, prodotto da Andy Ferrara e Marco Barusso e il cui titolo fa riferimento all'orario del primo messaggio che Federico Rossi ha mandato a Benjamin Mascolo su Facebook con la proposta di formare un duo. L'album ha subito raggiunto la prima posizione della Classifica FIMI Album ed è stato promosso da una tournée nazionale, nonché da tre singoli, pubblicati tra ottobre 2015 e gennaio 2016: Lunedì, Lettera e New York.

### 2016-2017:0+
Nel 2016 il duo si è esibito durante la terza serata del Festival di Sanremo insieme ad Alessio Bernabei, mentre il 31 marzo è stato pubblicato il loro libro autobiografico, intitolato Vietato smettere di sognare. Nel mese di giugno 2016 il duo ha collaborato con il cantante spagnolo Xriz alla realizzazione del singolo Eres mía, rifacimento di un brano dello stesso Xriz; il singolo ha debuttato all'interno della Top 10 della Top Singoli ed è un tentativo per lanciare il duo anche nel mercato latinoamericano.
Il 21 ottobre 2016 è stato pubblicato il secondo album in studio 0+, anticipato dai singoli Amore Wi-Fi e Adrenalina, usciti rispettivamente il 30 settembre e il 14 ottobre. Composto da undici brani, nell'album è anche presente un brano registrato in duetto con Max Pezzali, Traccia numero 3, uno con la cantante britannica Jasmine Thompson, Forme geometriche (Addicted to You) e uno con Annalisa, Tutto per una ragione; gli ultimi due duetti sono stati estratti rispettivamente come terzo e quarto singolo il 25 novembre 2016 e il 12 maggio 2017. Durante l'estate dello stesso anno il duo è rimasto impegnato nella promozione del singolo Tutto per una ragione, eseguendolo a Radio Italia Live e al Summer Festival. Nel medesimo anno hanno interpretato un duetto della sigla Che campioni Holly e Benji di Cristina D'Avena presente nell'album della cantante Duets - Tutti cantano Cristina.

### 2018:Siamo solo Noise
Il 2 marzo 2018 il duo ha pubblicato il terzo album in studio Siamo solo Noise, anticipato dai singoli Buona fortuna e On Demand, quest'ultimo inciso in collaborazione con il rapper Shade. Ulteriori singoli atti alla promozione del disco sono stati Moscow Mule, uscito l'11 maggio, e Universale, pubblicato in occasione della ripubblicazione dell'album avvenuta al termine dell'anno.

### 2019:Good Vibese la separazione
Il 31 maggio 2019 il duo ha presentato il singolo Dove e quando, che ha raggiunto la vetta della Top Singoli e venendo certificato doppio disco di platino dalla FIMI, divenendo il loro maggior successo. Nel mese di settembre sono stati premiati alla terza edizione del Power Hits Estate. In seguito è stato pubblicato un secondo singolo, Sale, con la collaborazione di Shari, e annunciato il quarto album Good Vibes, pubblicato il 18 ottobre. Il 20 dicembre successivo è stato pubblicato il terzo singolo Magnifico difetto.
Il 17 febbraio 2020 il duo ha annunciato la separazione, essendo intenzionati a intraprendere un percorso artistico come artisti solisti. L'ultimo concerto avrebbe dovuto avere luogo il 3 maggio successivo presso l'Arena di Verona, rimandato tuttavia a causa della pandemia di COVID-19 all'11 e 12 luglio 2021.
Il 26 febbraio 2021 Benjamin Mascolo, sotto lo pseudonimo B3NM, ha pubblicato il suo primo album solista, intitolato California, mentre il 9 aprile Federico Rossi ha presentato il suo singolo di debutto, Pesche, certificato disco di platino.

### 2024-presente: Il ritorno eRewind
Il 28 maggio 2024 il duo ha annunciato il ritorno tramite un post su Instagram con un concerto il 16 novembre all'Unipol Forum di Assago (Milano). Nell'occasione, il duo ha annunciato la pubblicazione di un nuovo singolo, Musica animale, uscito il 7 giugno. Il 23 settembre successivo, il duo ha annunciato il loro nuovo progetto discografico, Rewind, quinto album in studio in uscita il 25 ottobre dello stesso anno, preceduto dai singoli Estate punk, uscito il 27 settembre e Caro amico, uscito il 18 ottobre. Il 29 novembre è uscito il singolo Daisy, come quarto estratto dall'album. Il 21 marzo 2025 è uscito il loro nuovo singolo, Anni d'oro, seguito il 30 maggio dal singolo Stupido me, stupida te.

## Discografia
- 2015 – 20:05
- 2016 – 0+
- 2018 – Siamo solo Noise
- 2019 – Good Vibes
- 2024 – Rewind

## Riconoscimenti
- RTL 102.5 Power Hits Estate
  - 2019 – Premio Power Hits[29]